# Rio Paracari
Rio Paracari är en flod  i Brasilien belägen i den centrala delen av landet, 1 600 km nordväst om huvudstaden Brasília.
I omgivningen kring Rio Paracari växer huvudsakligen städsegrön lövskog, och området är nästan obefolkat, med mindre än två invånare per kvadratkilometer.